# 李嘉文 (演員)
李嘉文（1992年10月18日—），香港女演員。前毛記電視「偽員」（藝員），當時藝名為黃慘盈，其藝名惡搞自無線電視前新聞主播黃紫盈。

## 簡歷
李嘉文2013年畢業於香港浸會大學傳理學院新聞系，曾任國泰航空空姐一年，2014年參與香港電視網絡（HKTV）招聘活動，惟簽約前卻要面對香港電視不獲發牌風波，其後在朋友介紹下接拍麥當勞廣告，之後再加入《100毛》任職時裝版編輯，並撰寫專欄《慘綠年華》，終以「黃慘盈」的身分獲聘任為毛記電視主播，但她接受傳媒訪問被問及原名時通常只以英文名「Jessica Lee」回應。
2016年5月11日，黃慘盈於萬千呃Like賀台慶憑節目《毒家試愛》奪得“毛記電視最Like女主角”。
2016年7月28日起毛記電視節目改革，黃慘盈主持毛記電視新製作的舊聞跟進節目《愛·回帶》。
2017年退出100毛，並前往美國修讀戲劇相關的短期課程，現居美國紐約。

## 參與演出

### 無綫電視
- 2014年：J2台客串演員

### 電視劇（美國）
| 首播   | 名稱                          | 角色 | 備註        |
| 2020年 | 紐約新醫革命                  | 遊客 | 第2季第15集 |
| 2020年 | Awkwafina Is Nora from Queens | 侍應 | 第1季第10集 |
| 2021年 | 摩登情愛                      | 學生 | 第2季第4集  |

### 電視節目（ViuTV）
- 2022年：終於飛到LA

### 電影
- 2021年：孤星人（We Are Living Things）
- 2023年：我的天堂城市

### 毛記電視
- 2015年6月15日－：《六點半左右新聞報道》主播
- 2016年5月11日：《萬千呃Like賀台慶》司儀
- 2016年7月28日－：《愛·回帶》主持

### 大型活動
- 2014年6月：Yahoo司儀之一
- 2016年：Red Bull Flugtag 2016 司儀

## 歌曲
- 2016年：《慘情歌（國）》

## 獎項
- 2016年：《萬千呃Like頒獎典禮》 - 毛記電視最Like女主角（《毒家試愛》）

## 外部連結
- Jessica Lee的Facebook專頁
- Jessica Lee 李嘉文的Instagram帳戶
- 李嘉文在互联网电影资料库（IMDb）上的資料（英文）